# Grand Canyon Inn and Campground
 (juin 2020).
Les Grand Canyon Inn and Campground sont un ancien lodge et un terrain de camping toujours en fonctionnement formant un district historique américain dans le comté de Coconino, en Arizona. Protégé au sein du parc national du Grand Canyon, ce district est inscrit au Registre national des lieux historiques depuis le 2 septembre 1982.